# Rangos e insignias de la Organización Todt
Los rangos e insignias de la Organización Todt muestran los grados de pago, los grupos salariales y los diferentes rangos militares utilizados por la Organización Todt.

## Rangos y salarios del personal de la Organización Todt
| Grado de salario de la OT | Servicios técnicos y transporte | Administrativos y ejecutivos | Médicos                     | Rangos equivalentes |
| ------------------------- | ------------------------------- | ---------------------------- | --------------------------- | ------------------- |
| 16                        | OT-Arbeiter                     | OT-Arbeiter                  | OT-Sanitäter                | Grenadier           |
| 15                        | OT-Stammarbeiter                | -                            | -                           | Obergrenadier       |
| 14                        | OT-Vorarbeiter                  | OT-Vorarbeiter               | OT-Stammsanitäter           | Gefreiter           |
| 13                        | OT-Meister                      | OT-Meister                   | OT-Obersanitäter            | Obergefreiter       |
| 12                        | OT-Obermeister                  | OT-Obermeister               | OT-Hauptsanitäter           | Unteroffizier       |
| 12                        | OT-Truppführer                  | OT-Truppführer               | OT-Sanitätstruppführer      | Feldwebel           |
| 11                        | OT-Obertruppführer              | OT-Obertruppführe            | OT-Sanitätsobertruppfüher   | Oberfeldwebel       |
| 11                        | OT-Haupttruppführer             | OT-Haupttruppführer          | OT-Sanitätshaupttruppführer | Stabsfeldwebel      |
| 10                        | OT-Bauführer                    | OT-Frontführer               | OT-Arzt                     | Leutnant            |
| 9                         | OT-Oberbauführer                | OT-Oberfrontführer           | OT-Oberarzt                 | Oberleutnant        |
| 8                         | OT-Hauptbauführer               | OT-Hauptfrontführer          | OT-Stabsarzt                | Hauptmann           |
| 7                         | OT-Bauleiter                    | OT-Stabsfrontführer          | OT-Oberstabsarzt            | Major               |
| 6                         | OT-Oberbauleiter                | OT-Oberstabsfrontführer      | OT-Oberfeldarzt             | Oberstleutnant      |
| 5                         | OT-Hauptbauleiter               | OT-Oberstfrontführer         | OT-Oberstarzt               | Oberst              |
| 4                         | OT-Einsatzleiter                | OT-Einsatzleiter             | -                           | Generalmajor        |
| 3                         | OT-Einsatzgruppenleiter II      | -                            | -                           | Generalleutnant     |
| 2                         | OT-Einsatzgruppenleiter I       | -                            | -                           | General             |

Fuente:

## Rangos y salarios del personal contratista de la Organización Todt
| Grupo de trabajo | Rango de la OT                                        | Especificaciones                                                              |
| ---------------- | ----------------------------------------------------- | ----------------------------------------------------------------------------- |
| J1               | OT-Arbeiter OT-Stammarbeiter OT-Vorarbeiter           | Empleados técnicos y de oficina menores de 20 años, sin categoría de aprendiz |
| J2               | OT-Stammarbeiter OT-Vorarbeiter OT-Meister            | Empleados técnicos y de oficina menores de 20 años, con categoría de aprendiz |
| K1               | OT-Vorarbeiter OT-Meister OT-Obermeister              | Empleados de oficina                                                          |
| K2               | OT-Vorarbeiter OT-Meister OT-Obermeister              | Empleados de oficina                                                          |
| T1               | OT-Vorarbeiter OT-Meister OT-Obermeister              | Empleados técnicos con tareas repetitivas                                     |
| T2               | OT-Obermeister OT-Truppführer                         | Empleados técnicos con tareas menores                                         |
| M                | OT-Obermeister OT-Truppführer OT-Obertruppführer      | Capataces                                                                     |
| MO               | OT-Truppführer OT-Obertruppführer OT-Haupttruppführer | Capataces                                                                     |
| K3               | OT-Obertruppführer OT-Haupttruppführer OT-Frontführer | Empleados administrativos                                                     |
| T3               | OT-Haupttruppführer OT-Bauführer                      | Empleados técnicos                                                            |
| K4               | OT-Frontführer OT-Oberfrontführer OT-Hauptfrontführer | Jefes de los empleados administrativos                                        |
| T4               | OT-Oberbauführer OT-Hauptbauführer OT-Bauleiter       | Jefes de los empleados técnicos                                               |
| TH               | OT-Hauptbauführer OT-Bauleiter OT-Oberbauleiter       | Ejecutivos                                                                    |

Fuentes:

## Rangos y salarios para los trabajadores del frente de la Organización Todt
| Grupo de trabajo | Categoría                                                          |
| ---------------- | ------------------------------------------------------------------ |
| A                | Capataces asistentes                                               |
| B                | Trabajadores cualificados líderes                                  |
| C                | Especialistas cualificados                                         |
| D                | Trabajadores especializados Trabajadores semicualificados líderes. |
| E                | Trabajadores semicalificados Trabajadores no cualificados líderes  |
| F                | Trabajadores sin cualificación                                     |
| G                | Seguridad                                                          |
| H                | Trabajadores de hostelería y servicios.                            |
| J                | Trabajadores menores de 18 años                                    |
| K                | Trabajadoras                                                       |

Fuente:

## Insignias del rango
| Insignia del hombro | Insignia del cuello         | Rango de la OT              | Traducción               | Equivalente del Heer |
| ------------------- | --------------------------- | --------------------------- | ------------------------ | -------------------- |
|                     |                             |                             |                          |                      |
|                     |                             | Amtschef OT                 | Líder del Cuerpo         | Generaloberst        |
|                     |                             |                             |                          |                      |
|                     | OT-Einsatz-gruppenleiter I  | Senior Group Leader         | General                  |                      |
|                     |                             |                             |                          |                      |
|                     | OT-Einsatz-gruppenleiter II | Líder de Grupo              | Generalleutnant          |                      |
|                     |                             |                             |                          |                      |
|                     | OT-Einsatzleiter            | Jefe de Brigada             | Generalmajor             |                      |
|                     |                             |                             |                          |                      |
|                     | OT-Hauptbauleiter           | Líder de Regimiento         | Oberst                   |                      |
|                     |                             |                             |                          |                      |
|                     | OT-Oberbauleiter            | Líder Superior de Escuadrón | Oberstleutnant           |                      |
|                     |                             |                             |                          |                      |
|                     |                             | OT-Bauleiter                | Líder de Escuadrón       | Major                |
|                     |                             |                             |                          |                      |
|                     |                             | OT-Hauptbauführer           | Jefe de Asalto           | Hauptmann            |
|                     |                             |                             |                          |                      |
|                     |                             | OT-Oberbauführer            | Líder Superior de Asalto | Oberleutnant         |
|                     |                             |                             |                          |                      |
|                     |                             | OT-Bauführer                | Líder de Asalto          | Leutnant             |
|                     |                             |                             |                          |                      |
|                     |                             | OT-Haupttruppführer         | Jefe de Tropa            | Sin equivalencia     |
|                     |                             |                             |                          |                      |
|                     |                             | OT-Obertruppführer          | Líder Superior de Tropa  | Stabsfeldwebel       |
|                     |                             |                             |                          |                      |
|                     |                             | OT-Truppführer              | Líder de Tropa           | Hauptfeldwebel       |
|                     |                             |                             |                          |                      |
|                     |                             | OT-Obermeister              | Oficial de Primera       | Unteroffizier        |
|                     |                             |                             |                          |                      |
| OT-Meister          | Oficial                     | Obergefreiter               |                          |                      |
|                     |                             |                             |                          |                      |
|                     | OT-Vorarbeiter              | Capataz                     | Gefreiter                |                      |
|                     |                             |                             |                          |                      |
| OT-Stammarbeiter    | Trabajador permanente       | Soldat                      |                          |                      |
|                     |                             |                             |                          |                      |
| OT-Arbeiter         | Trabajador                  | Soldat                      |                          |                      |